# کدبی، لسترشر
کدبی (به انگلیسی: Cadeby) یک روستا و محله مدنی در بریتانیا است که در Hinckley and Bosworth واقع شده‌است. کدبی ۱۶۹ نفر جمعیت دارد.